# Championnats du monde de tennis de table 1979
Navigation
Édition précédente Édition suivante
Les championnats du monde de tennis de table 1979, trente-cinquième édition des championnats du monde de tennis de table, ont lieu du 25 avril au 6 mai 1979 à Pyongyang, en Corée du Nord.
Le titre simple messieurs est remporté par le japonais Seiji Ono, et l'équipe de Hongrie remporte le titre par équipe.

## Résultats individuels et en doubles
| Épreuves         | Or                              | Argent                      | Bronze                              |
| ---------------- | ------------------------------- | --------------------------- | ----------------------------------- |
| Simple messieurs | Seiji Ono                       | Guo Yuehua                  | Liang Geliang                       |
| Simple messieurs | Seiji Ono                       | Guo Yuehua                  | Li Zhenshi                          |
| Simple dames     | Ge Xinai                        | Li Song-suk                 | Tong Ling                           |
| Simple dames     | Ge Xinai                        | Li Song-suk                 | Zhang Deying                        |
| Double messieurs | Dragutin Šurbek Antun Stipančić | Tibor Klampár István Jónyer | Li Zhenshi Wang Huiyuan             |
| Double messieurs | Dragutin Šurbek Antun Stipančić | Tibor Klampár István Jónyer | Guo Yuehua Liang Geliang            |
| Double dames     | Zhang Deying Zhang Li           | Ge Xinai Yan Guili          | Li Song-suk Ro Jong-suk             |
| Double dames     | Zhang Deying Zhang Li           | Ge Xinai Yan Guili          | Gordana Perkučin Erzsebet Palatinus |
| Double mixte     | Liang Geliang Ge Xinai          | Li Zhenshi Yan Guili        | Wang Huiyuan Zhang Deying           |
| Double mixte     | Liang Geliang Ge Xinai          | Li Zhenshi Yan Guili        | Jacques Secrétin Claude Bergeret    |

## Résultats par équipes
| Épreuves  | Or                                                                                   | Argent                                                                  | Bronze                                                                             |
| --------- | ------------------------------------------------------------------------------------ | ----------------------------------------------------------------------- | ---------------------------------------------------------------------------------- |
| Messieurs | Hongrie- Gábor Gergely - István Jónyer - Tibor Klampár - Tibor Kreisz - János Takács | Chine- Guo Yuehua - Huang Liang - Li Zhenshi - Liang Geliang - Lu Qiwei | Japon- Seiji Ono - Hiroyuki Abe - Hideo Gotoh - Masahiro Maehara - Norio Takashima |
| Dames     | Chine- Ge Xinai - Cao Yanhua - Zhang Li - Zhang Deying                               | Corée du Nord- Pak Yung-sun - Pak Yong-ok - Li Song-suk - Hong Gil-soon | Japon- Kayoko Kawahigashi - Yoshiko Shimauchi - Kayo Sugaya - Shoko Takahashi      |